# Gwardia Galicyjska
Gwardia Galicyjska (niem. Königliche galizische adelige Leibgarde) – elitarny polski oddział jazdy w armii austriackiej, sformowany w 1781 z polecenia cesarza Józefa II. Dowódcą gwardzistów w stopniu kapitana gwardii był ks. Adam Kazimierz Czartoryski.

## Organizacja i zadania
Do gwardii zgłaszać się mogła jedynie młodzież szlacheckiego pochodzenia, służąca w armii habsburskiej lub ochotnicy z Rzeczypospolitej. Liczbę gwardzistów określono na sześćdziesięciu. Początkowo otrzymali oni rangę i żołd chorążych, ale od 1786 wszyscy gwardziści nosili stopień podporucznika (dotychczasowych chorążych awansowano). Od 1809 pełnego etatu już nie utrzymywano z powodu braku chętnych do służby, a w 1811 Gwardia Galicyjska została rozwiązana.
Głównym zadaniem gwardzistów była służba u boku cesarza w Wiedniu.

## Umundurowanie i uzbrojenie
Na mundur gwardzistów składały się:
- kontusz koloru ciemnogranatowego, z szerokim złotym lamowaniem i czerwonymi rabatami;
- spodnie granatowe z wypustkami;
- buty tzw. polskie;
- czapka-rogatywka tzw. tatarka koloru złocisto-czerwonego, obłożona z dołu białym futrem i z piórami u góry;
- rękawice koloru łososiowego;
- patronasze na pasach koloru białego.

Na uzbrojenie gwardzistów składały się:
- pałasz;
- pistolety;
- lanca z czarno-żółtą chorągiewką.

Na stanie gwardii pozostawały także konie, na których pełniono służbę. Ich cechą wyróżniającą były czapraki wykonane z tygrysich skór.